# Dendrogaster fisheri
Dendrogaster fisheri är en kräftdjursart som beskrevs av Mark J. Grygier 1982. Dendrogaster fisheri ingår i släktet Dendrogaster och familjen Dendrogastridae. Inga underarter finns listade i Catalogue of Life.